# اریب‌خزندگان
اریب‌خزندگان (نام علمی: Plagiosauridae) نام یک تیره از بالاخانواده اریب‌خزنده‌واران است.